# Eduards Tīdenbergs
Eduards Tīdenbergs (18 de diciembre de 1994) es un futbolista letón que juega en la demarcación de centrocampista para el GFK Dubočica de la Prva Liga Srbija.

## Selección nacional
Tras jugar con la selección de fútbol sub-19 de Letonia y la sub-21, finalmente hizo su debut con Letonia el 7 de octubre de 2020 en un partido amistoso contra Montenegro que finalizó con un resultado de empate a uno tras el gol de Igors Tarasovs para Letonia, y de Igor Ivanović para el combinado montenegrino.

## Clubes
| Club         | País    | Año       | Partidos | Goles |
| ------------ | ------- | --------- | -------- | ----- |
| FK Ventspils | Letonia | 2014-2020 | 171      | 21    |
| FK Liepāja   | Letonia | 2020-2025 | 94       | 14    |
| GFK Dubočica | Serbia  | 2025-     | 13       | 0     |

## Palmarés

### Campeonatos nacionales
| Título          | Club         | País    | Año  |
| --------------- | ------------ | ------- | ---- |
| Virslīga        | FK Ventspils | Letonia | 2014 |
| Copa de Letonia | FK Ventspils | Letonia | 2017 |